# ABC (新聞)
『ABC』（アベセ）は、スペインで発行されているスペイン語の新聞。全国紙であり、日刊紙である。マドリードを拠点に発行されている新聞としてはもっとも古く、発行部数はスペインで第3位または第4位である。エル・パイスやエル・ムンドとともに、英語でNewspaper of record（記録の新聞）と呼ばれる有力紙のひとつである。

## 歴史

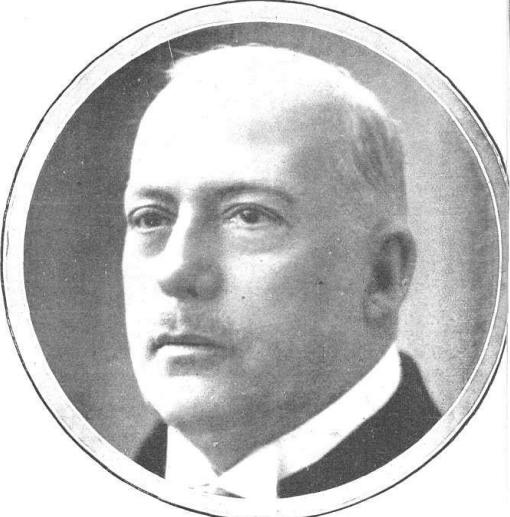
創設者のトルクアト・ルカ・デ・テナ

1903年1月1日、ジャーナリストのトルクアト・ルカ・デ・テナ・イ・アルバレス＝オソリオによってマドリードでABCの創刊号が出版された。当初は週刊紙であり、1905年に日刊紙に変更された。
スペイン内戦開戦直後の1936年7月20日、反乱軍の手が及ばないマドリードに本拠を置くABCは、スペイン共和国政府によってスペイン第二共和政を支持する政治思想に変更されたが、反乱軍によって支配されたアンダルシア地方のセビリア支社では、反乱軍を支持する別の紙面が発行された。1939年に反乱軍がマドリードを制圧して内戦を終結させると、マドリードのABCはフランシスコ・フランコ総統によって当初の所有者に返還された。ABCは再びスペイン最大の新聞となり、フランコ独裁体制の支持に回った。フランコ政権下でABCは、カタルーニャ地方で発行されるラ・バングアルディアとともにスペインの二大日刊紙のひとつだった。やがてマドリードの歴史的ランドマークであるオフィスから移転しており、跡地は現在ではショッピングモールとなっている。
民政移管期の1970年代末から1980年代にかけて、ABCは中道右派の国民同盟(AP)と、後に国民同盟が発展した国民党(PP)と深いつながりを持っていた。1983年から編集長を務めたルイス・マリア・アンソンは1998年にABCを去り、より保守的な読者を対象としたラ・ラソンを創刊した。アンソンはスペイン・テレビ協会の会長に就任し、スペイン王立アカデミーの会員となった。1999年、エネルギー省出身の元官僚ネメシオ・フェルナンデス・クエスタがABCの編集長に就任した。2009年9月25日、1903年まで遡る記事の完全なアーカイブ化が完了し、オンラインで使用可能となったため、現代の読者がスペイン内戦やフランコの死などの記事を閲覧することができる。

## 特徴
エル・パイスやエル・ムンドを含め、スペインの大部分の日刊紙のサイズはタブロイド版（約430mm×約280mm）だが、ABCはタブロイド版よりもかなり小さいコンパクト版を使用している。歴史的に写真を重用することで知られており、一面は1/3の面積を占める巨大な写真が使用されるのが恒例である。近年は、スペインの文化や芸術の紙面が多いと認識されている。
ABCは概して、保守主義、君主主義な政治的見解を支持することで知られている。また、紙面は右派の立場に立っている。
ABCはグルーポ・ボセントの一員である。グルポ・ボセントはABCの他に、バスク州ギプスコア県が中心のエル・ディアリオ・バスコ、バスク州ビスカヤ県とアラバ県が中心のエル・コレオ、ムルシア州最大の新聞であるラ・ベルダ、バレンシア州の地方紙であるラス・プロビンシアスなどの新聞も所有している。

## 発行部数・読者数
1970年2月の発行部数は212,536部、1975年2月の発行部数は178,979部、1976年は171,382部、1977年は145,162部、1978年は126,952部、1980年2月の発行部数は135,380部だった。1993年の発行部数は334,317部であり、エル・パイスに次いでスペイン第2位だった。1994年は321,571部、1995年から1996年は321,573部であり、やはりスペイン第2位だった。
2001年の発行部数は292,000部であり、2002年は262,874部、2003年は263,000部であり、スペイン第4位だった。European Business Readership Surveyの調査に基づくと、2006年の版あたりの読者数は5,685人だった。2006年6月から2007年7月までの発行部数は230,422部であり、2008年は228,258部だった。2010年7月から2011年6月までの発行部数は243,154部だった。